# VIIIe siècle en Lorraine

Cette page est une liste d'événements qui se sont produits au huitième siècle sur le territoire actuel de la Lorraine.

## Éléments contextuels
- On a découvert en 1984, près de Nancy, un important site d'exploitation de la minette remontant aux VIIIe – Xe siècles[1].
- De nombreuses communes de l'actuel département de la Moselle ont des noms qui se terminent par le suffixe ange (Hagondange, Talange, ....). C'est un dérivé du suffixe germanique ing qui désigne un village[2] et qui a été appliqué après le démembrement du royaume franc d’Austrasie au VIIIe siècle pour franciser ces noms. De nombreuses communes ont conserver la terminaison ing (Insming, Imling, ....)[3]. Sur les 727 communes actuelles de la Moselle, 185 se terminent par -ange ou -ing[4].

## Événements

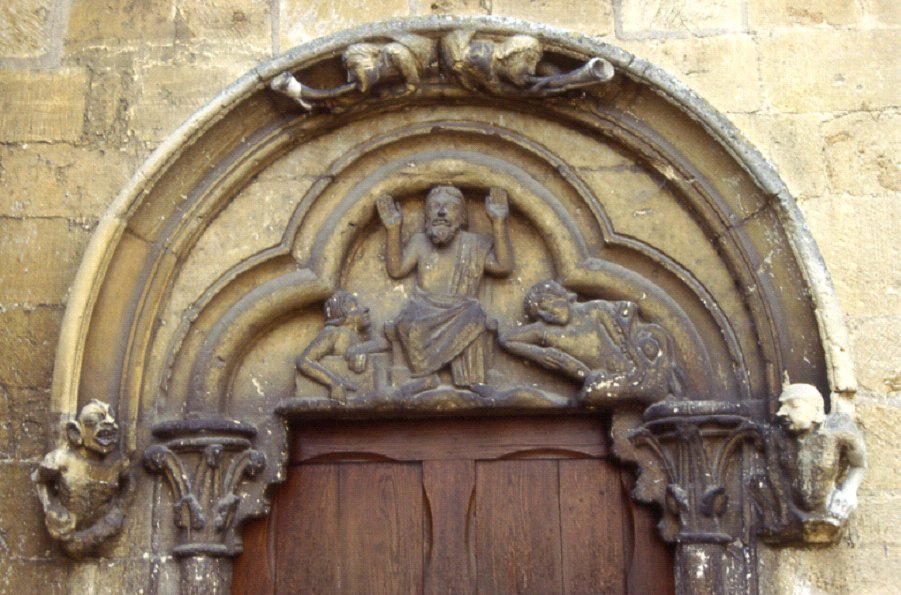
Abbaye de Gorze, détail.

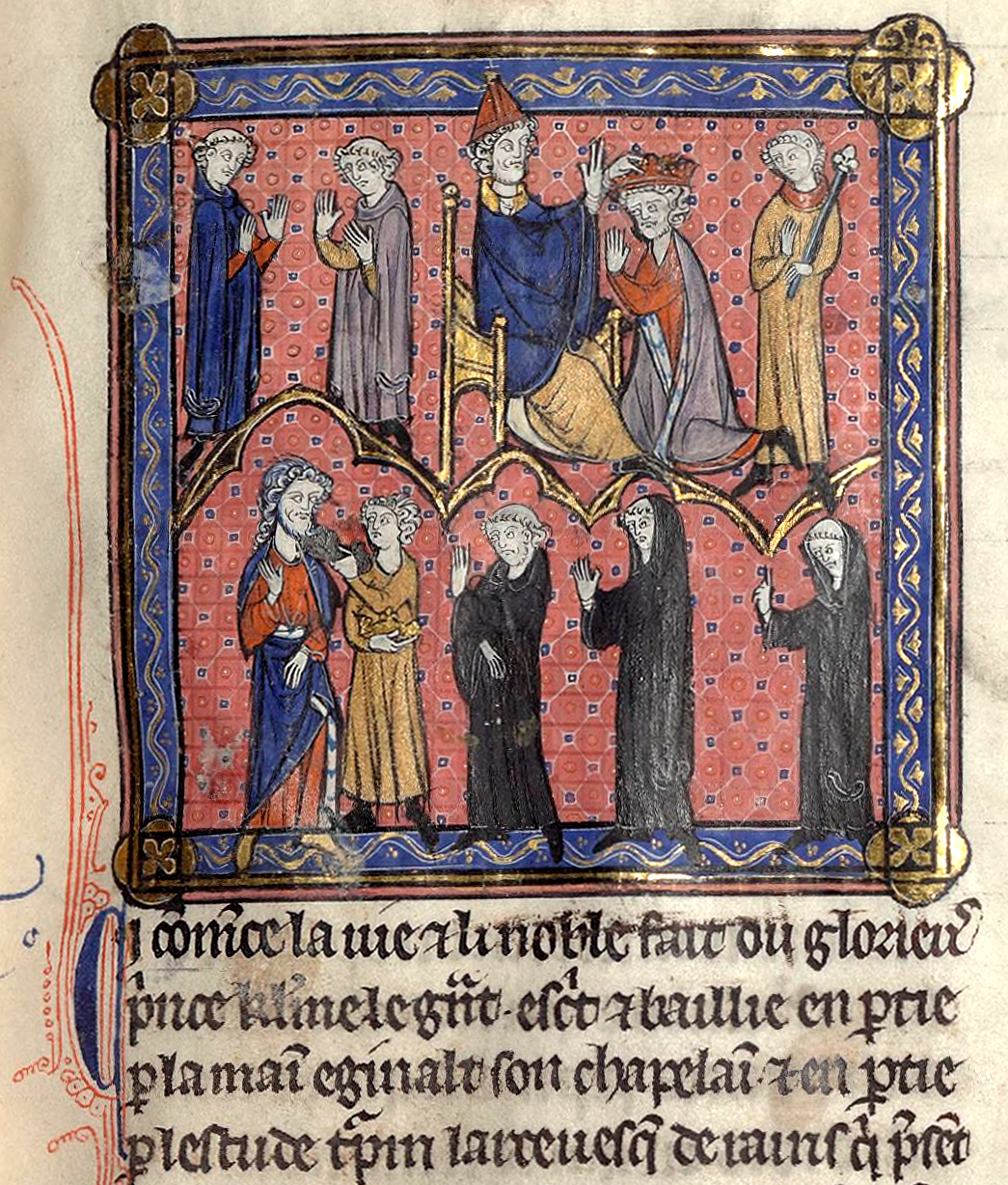
Pépin le Bref couronné par le pape Étienne II (pape) tandis que Childéric III est déposé.
Enluminure des Chroniques de Saint-Denis, Paris, Bibliothèque Sainte-Geneviève, ms. 782,, XIIIe siècle.

- L'évêque Sigebaud transforme l'oratoire de Saint-Avold dédié à Hilaire de Poitiers en monastère bénédictin[5].
- Début de la construction de l'Abbaye de Gorze.

- 707 : 
  - Félix II de Metz, devient évêque de Metz, il ne le sera que quelques mois.
  - Aptat ou Aptatus, évêque de Metz vers 707 à 715.

- 714 : mort de Pépin de Herstal[6].

- 716 : 
  - Charles Martel remplace Pépin de Herstal en Austrasie[6].
  - Sigebaud ou Sigibald devient le 34e évêque de Metz, il le sera jusqu'en 741.

- 742, 1 octobre : Chrodegang de Metz est nommé évêque de Metz. Il est appelé aussi Godegrand, Gundigran, Ratgang, Rodigang, Sirigang. Il est le fils de Sigramm et de Landrade, cette dernière appartenant à la famille des Robertiens. Il est l’un des acteurs de la renaissance carolingienne.

- 749 : Droctegand ou Rodigand est nommé évêque de Metz. Ami de saint Chrodegang, il est député par Pépin le Bref au pape Étienne III en 762, assiste au concile de Compiègne en 757, invite Pépin-le-Bref et de nombreux évêques à l’abbaye en 762 et reçoit les reliques de saint Gorgon, données par Paul Ier en 765.

- 750 : Chrodegang de Metz fonde l'abbaye de Gorze[7].

- 751 : Pépin le Bref prend le pouvoir par force[8].

- 752 : Pépin le Bref, petit-fils de Pépin d'Héristal, roi d'Austrasie et de Neustrie, devient roi[9]. Il est sacré à Mayence.

- 753 : Chrodegang est choisi par Pépin le Bref et l’assemblée générale des États du royaume pour conduire le pape Étienne II durant son voyage en Austrasie[10].

- Vers 754 : Chrodegang crée la Scola cantorum[11].

- 755 : Pépin le Bref permet l'implantation de moines à Saint-Mihiel[11].

- 765 : l'évêque Chrodegang de Metz apporte au monastère de Saint-Avold les reliques de Saint Nabor[5]

- 768 : Enguerrand de Metz devient évêque de Metz.

- 770 : le nom de Bouxières-aux-Dames est attesté sous la forme Villa Buxarius in pago Calvomontense.

- 775 : Charlemagne accorde le droit d'immunité à l'église de Metz[11].

- 783, 30 avril : huitième accouchement de Hildegarde à Thionville. L'enfant et la femme de Charlemagne décèdent. Leurs corps sont emmenés à Metz, dans l'abbaye Saint Arnoul[11].

## Naissances
- 775 : Amalaire de Metz ou Amalarius, né en 775 dans la région de Metz (France) et décédé en 850 probablement à Metz, est un moine bénédictin, écolâtre à la cour d'Aix-la-Chapelle, puis archevêque de Trèves. Il est une figure de la Renaissance carolingienne, connu pour sa participation à l’évolution de la liturgie.

## Décès

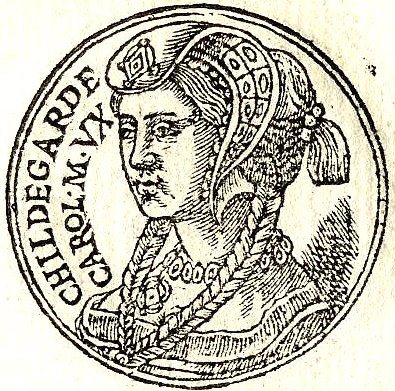
Hildegarde de Wintzgau

- 707, 22 décembre : Félix II de Metz, inhumé dans l'abbaye de Saint-Symphorien de Metz[12].

- 766, 6 mars à Metz : Chrodegang de Metz, né dans le diocèse de Liège vers 712 et mort, évêque de Metz. Il est appelé aussi Godegrand, Gundigran, Ratgang, Rodigang, Sirigang. Il est le fils de Sigramm et de Landrade, cette dernière appartenant à la famille des Robertiens. Il est l’un des acteurs de la renaissance carolingienne.

- 783, 30 avril à Thionville : Hildegarde de Vintzgau[13] (née en 758), noble germanique issue d'une famille comtale bavaroise, épouse de Charlemagne à partir de 771, mère de son successeur, l'empereur Louis le Pieux.